# Jana Poncarová
Jana Poncarová (* 28. září 1983 Rokycany) je česká spisovatelka a novinářka. Ve své románové tvorbě se inspiruje skutečnými událostmi, opírá se o rešerše a rozhovory s pamětníky. Je autorkou románů Podbrdské ženy a Eugenie. V roce 2020 publikovala Děvčata první republiky - svoji prvotinu v žánru literárního dokumentu. V roce 2021 vydala román Cyklistka založený na skutečném osudu baronky Blanky Battaglia. V roce 2022 vydala knihu Herečka, která vypráví příběh prvorepublikové avantgardní umělkyně Jarmily Horákové  V únoru 2023 publikovala společně s historikem Jiřím Sankotem Deník Věrky Kohnové , v říjnu  2023 vyšel zatím její poslední román Nultá hodina .  

## Život a kariéra
Jana Poncarová vystudovala politologii na Západočeské univerzitě v Plzni. Pracovala jako šéfredaktorka tištěných i internetových médií. Od roku 2012 je na volné noze a pracuje jako novinářka. Zaměřuje se zejména na témata energetiky a průmyslu. Je autorkou několika e-booků, píše povídky a romány inspirované skutečnými událostmi. Od roku 2020 tvoří podcast Autoři na cestě. 

## Ocenění
Za román Eugenie získala Cenu čtenářů v literární soutěži Česká kniha 2020. Literární dokument Děvčata první republiky, na němž spolupracovala s Ditou Pepe, byl oceněn v soutěži Nejkrásnější české knihy, stejně jako kniha Vlastní pokoje.

## Román Herečka
Pátý román Jany Poncarové vypráví životní příběh avantgardní herečky Jarmily Horákové, jež svoji krátkou kariéru završila v Národním divadle. V knize se prolínají dvě časové linky. Dvacátá léta střídají léta čtyřicátá vyprávěná optikou spisovatelky Olgy Barényi. V románu vystupují i další osobnosti tehdejšího kulturního světa, například Jaroslav Seifert, Vítězslav Nezval nebo Karel Teige. Jarmila Horáková si celý život vedla deník, ze kterého autorka při psaní vycházela. Herečka je tak románovou rekonstrukcí Jarmilina života. 

## Román Cyklistka
V roce 2021 spisovatelka vydala svůj v pořadí čtvrtý román Cyklistka v nakladatelství Motto. Inspirovala se životním příběhem baronky a prvorepublikové cyklistky Blanky Battaglia, která byla poslední šlechtičnou rodu Battaglia v jihočeských Bratronicích. Nejde o životopisný příběh, dějová linka je smyšlená. Román vypráví příběh sebevědomé ženy, která na kole zcestovala kus světa. Stáří pak Blanka tráví v chátrajícím rodném zámečku, nemá sílu pečovat o budovu a pozemky, které patřily její rodině po generace, a tak jen mlčky přihlíží pomalému rozkladu a zkáze. Z letargie ji vytrhne až studentka žurnalistiky Klára, která přijíždí do Bratronic, aby o baronce napsala článek. Rozhovory s Klárou Blanku přimějí vzpomínat na minulost, na její nevšední život – i na její osudovou lásku.  

## Román Alžběta a Nina
V roce 2020 autorka vydala v nakladatelství Motto svůj třetí román Alžběta a Nina: Tajemství mojí babičky, který zasadila do prostředí Sudet a Brd. Znovu se inspirovala skutečnými událostmi a v příběhu opět vystupují reálné postavy. 
V pochmurných i krásných Sudetech se skrývají stíny minulosti, které Alžbětinu rodinu rozdělily na desítky let. Když ji vnučka Nina navštíví v léčebně, kde se devadesátiletá babička zotavuje, rozhodne se vyjet s ní do míst jejího dětství a mládí. Během cesty po zapomenutých krajích i zasutých vzpomínkách společně odhalují rodinné tajemství, o němž se dlouho mlčelo. Porozumění babiččině příběhu pomáhá Nině vykročit za splněním vlastních snů. 
Příběh je vyprávěn ve dvou časových rovinách, střídá se v něm minulost a přítomnost. V románu vystupují skutečná místa i postavy. Například koloniál rodiny Ledererů v Dobřívě nebo sedlák František Reindl. Vedlejší, ačkoli důležitou úlohu, sehraje postava židovské dívenky Věrky. Ta je inspirovaná Věrou Kohnovou, která ve svých dvanácti letech zahynula v koncentračním táboře a zůstal po ní pouze deník. Bývá přirovnávána k české Anně Frankové. 

## Děvčata první republiky
V roce 2020 vydala společně s fotografkou Ditou Pepe a nakladatelkou Barborou Baronovou svoji prvotinu v žánru literárního dokumentu Děvčata první republiky. Publikace přináší vyprávění osmi žen, které se narodily a vyrůstaly v době prezidentství T. G. Masaryka, prožily 20. století i kus toho současného. Knihu vydalo nakladatelství wo-men.   

## Román Eugenie
V roce 2019 vydala v nakladatelství Motto svůj druhý román Eugenie, který je inspirovaný skutečnými osudy plzeňské hoteliérky Eugenie Egertové Janečkové a hotelu Continental. Eugenie Egertová se narodila v roce 1912 a jako většinu žen své doby ji čekal smluvený sňatek. Provdala se za hoteliéra Emanuela Ledeckého, který vlastnil hotel Continental v Plzni. S ním se starala o chod hotelu, kde rodina prožila nejen prvorepublikový rozkvět ale i okupaci a válku. Při bombardování 20. prosince 1944 stavbou otřásl výbuch. Spojenecká puma připravila Eugenii o otce i manžela, kteří byli spolu s dalšími desítkami lidí v hotelovém krytu. Eugenie zůstala sama se dvěma dětmi. Až osvobození americkou armádou v květnu 1945 přineslo do života mladé vdovy novou naději i lásku, která ji postavila před osudové rozhodnutí, zda přijme nabídku k sňatku od amerického generála Johna Hindse, nebo od mladého československého diplomata Jiřího Janečka.
Kniha získala Cenu čtenářů v literární soutěži Česká kniha 2020.

## Román Podbrdské ženy
V roce 2018 vydala v nakladatelství Motto svůj první román Podbrdské ženy. Kniha vypráví o osudech tří generací žen. Příběh se odehrává v podhůří Brd na pozadí událostí minulého století. Jedna z hlavních postav, Emílie, zažije válku i nástup komunismu. Pravděpodobně ještě horší jsou pro ni samota a odcizení, které prožívá v manželském životě. Také Emilčina dcera Jana se cítí zavržená, rodičovské lásky zažila málo a sama ji neumí předat dál. Poranění děděná z generace na generaci přecházejí na její dceru Johanku, která se rozhodne vykročit z místa a osvobodit nejen sebe, ale i další ženy ve svém rodě.

## Skupina Povídkářky
Jana Poncarová založila společně s autorkami Martinou Heš Hudečkovou a Helenou Žákovou skupinu Povídkářky. Společně vydávají povídkové knihy, vystupují na autorských čteních a pořádají workshopy kreativního psaní.

## Blog PěstujZeleninu.cz
Od roku 2015 do roku 2020 psala blog o pěstování zeleniny PěstujZeleninu.cz. Vydala elektronickou knihu pro děti Rukověť malého zahradníka a knihu pro dospělé Pěstuj Zeleninu. 